# Maximilian Bern
Maximilian Bern (pierwotnie Bernstein, ur. 11 listopada 1849 w Chersoniu nad Dnieprem, zm. 10 września 1923 w Berlinie) – niemiecki pisarz i redaktor.
Syn lekarza i radcy dworu, który umarł gdy miał 12 lat. W r. 1862 przeprowadził się z matką i rodzeństwem do Wiednia. W latach 1869–1872 studiował filozofię i literaturoznawstwo. Strata pieniędzy zmusiła go do zaniechania studiów w uniwersytecie i objęcia w r. 1873 posady nauczyciela w firmie cyrkowej. Od 1875 był niezależnym autorem w Berlinie i Hamburgu, czasowo w Lipsku, Dreźnie, Frankfurcie i Monachium, w latach 1885-1887 w Paryżu, a od roku 1888 ponownie w Berlinie. W latach 1887–1897 Bern był mężem pisarki i aktorki Olgi Wohlbrück.

## Twórczość
Bern był autorem wierszy, opowiadań, nowel i sztuk teatralnych, a prócz własnych opublikował od 1878 także liczne, bo ponad 28, antologie. Pisał też jako: Max Bernstein, Maxim Bernstein oraz Max Bern.
- Wczesne wiersze znamy z tłumaczeń Władysława Tarnowskiego zamieszczonych w tomiku „Nowe Poezye Ernesta Buławy” z r. 1872[4]
- Gestrüpp: novellistische Skizzen: auf schwankem Grunde: aus dem Tagebuche eines Verbummelten. (1874[5] lub 1876[2])[6][7]
- Deutsche Lyrik seit Goethe’s Tode. Ausgewählt., antologia <Niemiecka liryka od śmierci Goethego. Wybór.> (1878[8] lub 1877[9][10])[11]
- Anthologie für die Kinderstube: eine Auswahl der besten Ammenscherze, Spielverse, Puppengedichte, Räthsel, Fabeln, Neckmärchen, Kindergebete altherkömmlichen Reime, sowie der neuesten Kinderlieder, antologia <Antologia do pokoju dziecinnego. Wybór najlepszych żartów piastunki, bajek itp.> (1879[1][2] lub 1880[12])
- Sich selbst im wege: ein stimmungsbild, <Sobie samemu w drogach. Obraz nastrojowy.> (1877[2] lub 1883)[5]
- Meine geschiedene Frau: einaktige Plauderei (1878[2] lub 1890[5])
- Für junge Herzen Dichtungen der Neuzeit (1879)[5]
- Zwei Diebe: Lustspiel (1879)[5]
- Liliput. Belletrist. Miniatur-Bibl. (1879-80[1] lub 1879[2])
- Ein stummer Musikant: die Geschichte einer Künstlerliebe, <Niemy muzyk: historia miłości artysty> (1879[2] lub 1880.)[5][13]
- Illustrirter Hausschatz für die Jugend. Eine Ausw. d. besten Fabeln, Lieder, Sprüche ...  <Ilustrowany skarb domowy dla młodzieży. Wybór najlepszych bajek, pieśni, sentencji ...>, antologia (1880)[1][2][5]
- Aus der Gesellschaft. Ein Almanach, antologia (1882-1883[1] lub 1881-1882.[14])
- Am eigenen Herd. Ein dt. Hausbuch, antologia <Przy własnym ognisku. Księga domowa> (1887[1] lub 1886.[15]),
- Gedenkbuch für Frauen und Mädchen: mit Denksprüchen für alle Tage des Jahres, <Album dla pań i dziewcząt: z dewizami na wszystkie dni roku> (między 1880 a 1899)[5]
- Ein Kuss: Plauderei in einem Aufzug; Ritter Blaubart: Lustspiel in einem Aufzug, <Pocałunek: Pogawędka w windzie; Rycerz Sinobrodego: Komedia w windzie> (między 1890 a 1910)[5]
- Heimatklänge: ein nach Schlagwörtern alphabetisch geordnete poetisches Hausbuch, <Dźwięki ojczyste: po przebojowych tekstach, alfabetycznie uporządkowana poetyczna księga domowa> (1892)[5]
- Für kleine Leute: eine mannigfaltige, sorgsame, aus alten und ganz neuen Quellen geschöpfte Auswahl der besten Gedichte für kindliche Leser, <Dla małych ludzi: różnorodny, staranny, ze starych i całkiem nowych źródeł czerpany wybór najlepszych wierszy dla dziecięcych czytelników> (1886)[5]
- Deklamatorium. Eine Mustersammlung ernster und heiterer Vortragsdichtungen aus der Weltliteratur <Deklamatorium. Zbiór poważnych i wesołych relacji poet...>, antologia (1887)[1][2], lub ok. 1907[5])
- Lustige Stunden. Eine reichhalt. Samml. heiterer Märchen, Geschichten ..., <Wesołe godziny. Bogaty zbiór wesołych bajek, historii ...", antologia (1887)[1][2]Lustige Stunden Eine Mustersammlung von heiteren Märchen und Schnurren aus der Weltliteratur, von Volksrätseln u. Scherzaufgaben; Für die Jugend (1914[5]
- Himmelan! Eine Blutenlese christlicher Lyrik, antologia <Ku niebu! Chrestomatia chrześcijańska liryka.>, (1889)[1][2][5],
- Christliches Gedenkbuch, antologia <Chrześcijańskie pamiętniki>, (1893)[1][2],
- Evangelisches Deklamatorium. Eine Mustersamml. christl. Vortragsdichtungen, <Ewangelickie Deklamatorium. Zbiór chrześcijańskich relacji poet…>, antologia (1895)[1][2], lub 1909[5]
- Neue Klänge: Eine Sammlung lyrischer Gedichte., antologia <Nowe dźwięki. Zbiór wierszy lirycznych.> (1897[1] lub ok. 1900.[16]),
- Für junge Herzen: Dichtungen der Neuzeit, <Dla młodych serc poezje czasów nowożytnych> Maximilian Bern i Fidus (1897)[5]
- Aus einem Leben; Gedichte, Fremdländische Sinnsprüche, Romanfragmente., <Z życia; Wiersze, Cudzoziemskie przypowieści, fragmenty powieściowe.> (1900)[5]
- Geleitworte fürs Leben: Zurufe geistl. u. weltl. Dichter; Zu christl. Erbauung u. sittl. Veredelg, <Przedmowy dla życia: Wołanie duchowne i świeckie poetów; O chrześcijańskie pokrzepienie i moralne uszlachetnienie.> (1900)[5][17]
- Ahoi! Dt. Meereslyrik: für alle Freunde deutscher Seefahrt und der deutschen Flotte, antologia <Ahoi! Liryka morska: dla wszystkich przyjaciół niemieckiej żeglugi i niemieckiej floty>, antologia (1899)[1][5],
- Dichtergrüsse. Eine Ausw. dt. Poesien..., antologia <Pozdrowienia poety. Wybór poezji ...>, (1902)[1],
- Die zehnte Muse. Dichtungen..., <Dziesiąta muza. Poezje.>, (1902)[18].
- Es sagen die Leute: fremdländische Sinnsprüche Nationalsprichwörtern nachgebildet, <To ludzie mówią: odtworzenie cudzoziemskich sentencje przysłów narodowych.> (1905)[5]
- Herzenstöne: lyrische Anthologie; mit besonderer Berücksichtigung der neuesten Dichter, <Tony serca: antologia liryczna; ze szczególnym względem najnowszych poetów.> (1905)[5]
- Neue deutsche Lyrik, <Nowa niemiecka liryka> (1911)[5]
- Deutschland, Deutschland über alles: ein vaterländisches Hausbuch für jung und alt zur Verherrlichung deutscher Heldenkraft und Herzensgüte, deutscher Kultur und Wesensart, <Niemcy, Niemcy ponad wszystko: ojczysta księga domowa dla młodych i starych…> (1916)[5]
- Die zehn Gedichte: Dichtungen vom Brettl u. fürs Brettl: aus vergangenen Jahrhunderten u. aus unsere Tagen (1918)[5]
- Gott und Welt: ein Hausbuch fürs christliche deutsche Volk. Gedichte wie Vortragsdichtungen (1922)[17]
- Mit einer Anleitung zum Vortrage Maximilian Bern i Richard Zoozmann (1926)[19]
- Neue Folge Maximilian Bern i Richard Zoozmann (1927)[20]